# Мухаммад аль-Фазари
Абу Абдуллах Мухаммад ибн Ибрахим аль-Фазари (араб. محمد الفزاري‎; ум. 796 или 806) — мусульманский философ, математик и астроном. Сын Ибрахима аль-Фазари — астронома и математика, который занимался изготовлением астролябий.

## Биография
Его полное имя: Абу Абдуллах Мухаммад ибн Ибрахим ибн Хабиб аль-Фазари. Его отец был астрономом и математиком, написал несколько книг про астролябии.
Одни источники утверждают, что он был арабом, а другие — персом.
Аль-Фазари перевел много научных книг на арабский и персидский язык. Ему приписывают создание первых астролябий в исламском мире.
Вместе с отцом и Якубом ибн Тариком он перевёл с санскрита на арабский язык трактат «Брахма-спхута-сиддханту» Брахмагупты. Этот перевод получил название «Большой Синдхинд». Возможно, через этот перевод индийские цифры перешли из Индии в исламский мир.